# Безгачево
Безга́чево (рос. Безгачево) — присілок у складі Верхньокамського району Кіровської області, Росія. Входить до складу Лойнського сільського поселення.
Населення становить 2 особи (2010, 4 у 2002).
Національний склад станом на 2002 рік — росіяни 100 %.